# Eagle Summit
Eagle Summit – samochód osobowy klasy kompaktowej produkowany pod amerykańską marką Eagle w latach 1989 – 1996. 

## Pierwsza generacja

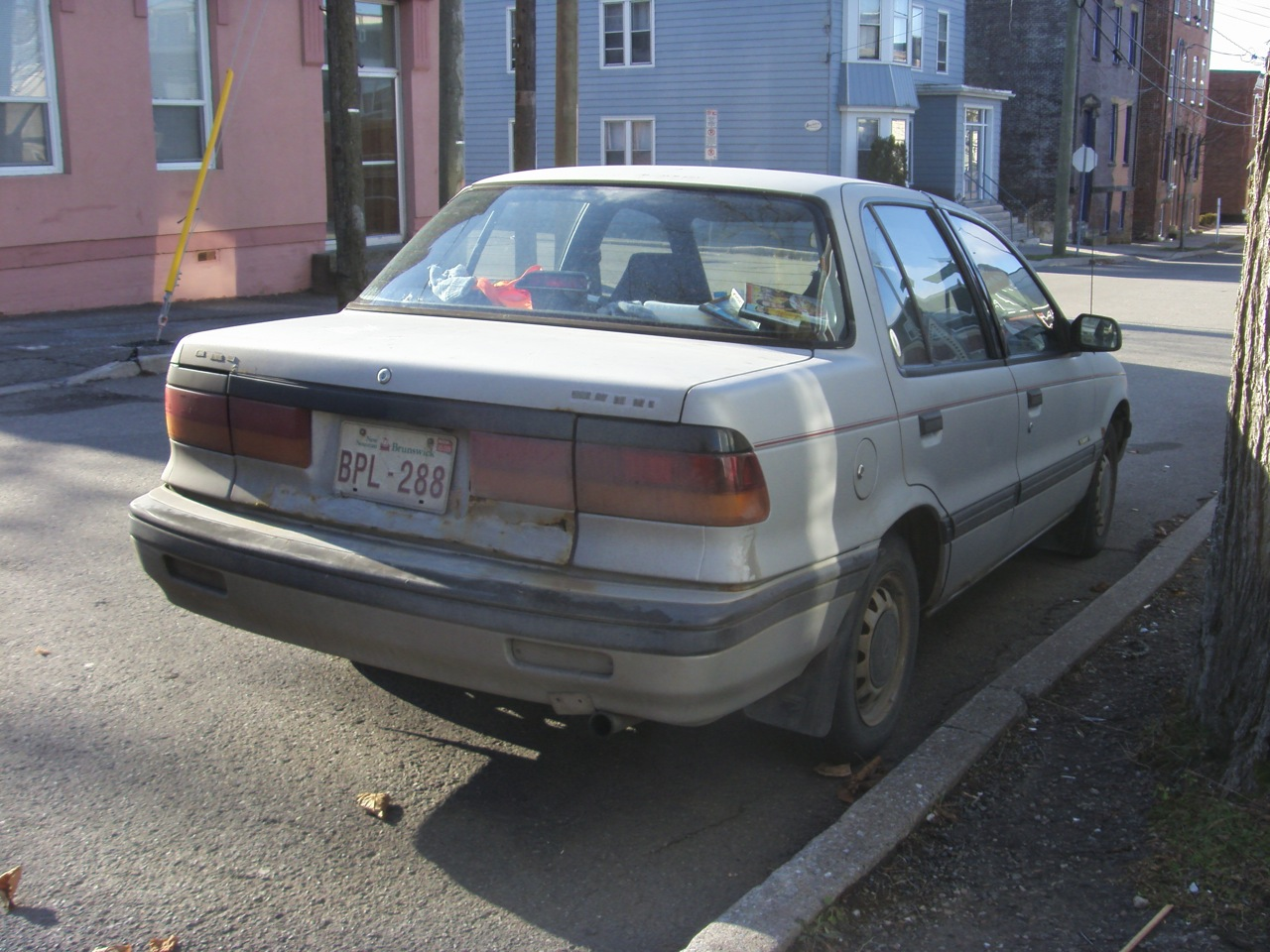
Eagle Summit I - tył

Eagle Summit I został zaprezentowany po raz pierwszy w 1989 roku.
Pierwsza generacja Eagle Summit zadebiutowała pod koniec lat 80. XX wieku jako następca modelu Vista. Tym razem nie był to jednak model oferowany tylko w Kanadzie, ale również i w Stany Zjednoczone. Podobnie jak poprzednik, była to konstrukcja opracowana w ramach współpracy z Mitsubishi i oferowana równolegle z bliźniaczymi modelami Dodge Colt, Mitsubishi Mirage i Plymouth Colt.

### Dane techniczne (R4 1.5 DL)
- R4 1,5 l (1468 cm³), 3 zawory na cylinder, SOHC
- Układ zasilania: b/d
- Średnica cylindra × skok tłoka: 75,50 mm × 82,00 mm
- Stopień sprężania: b/d
- Moc maksymalna: 93 KM (69 kW) przy 6000 obr./min
- Maksymalny moment obrotowy: 126 N•m przy 3000 obr./min

## Druga generacja

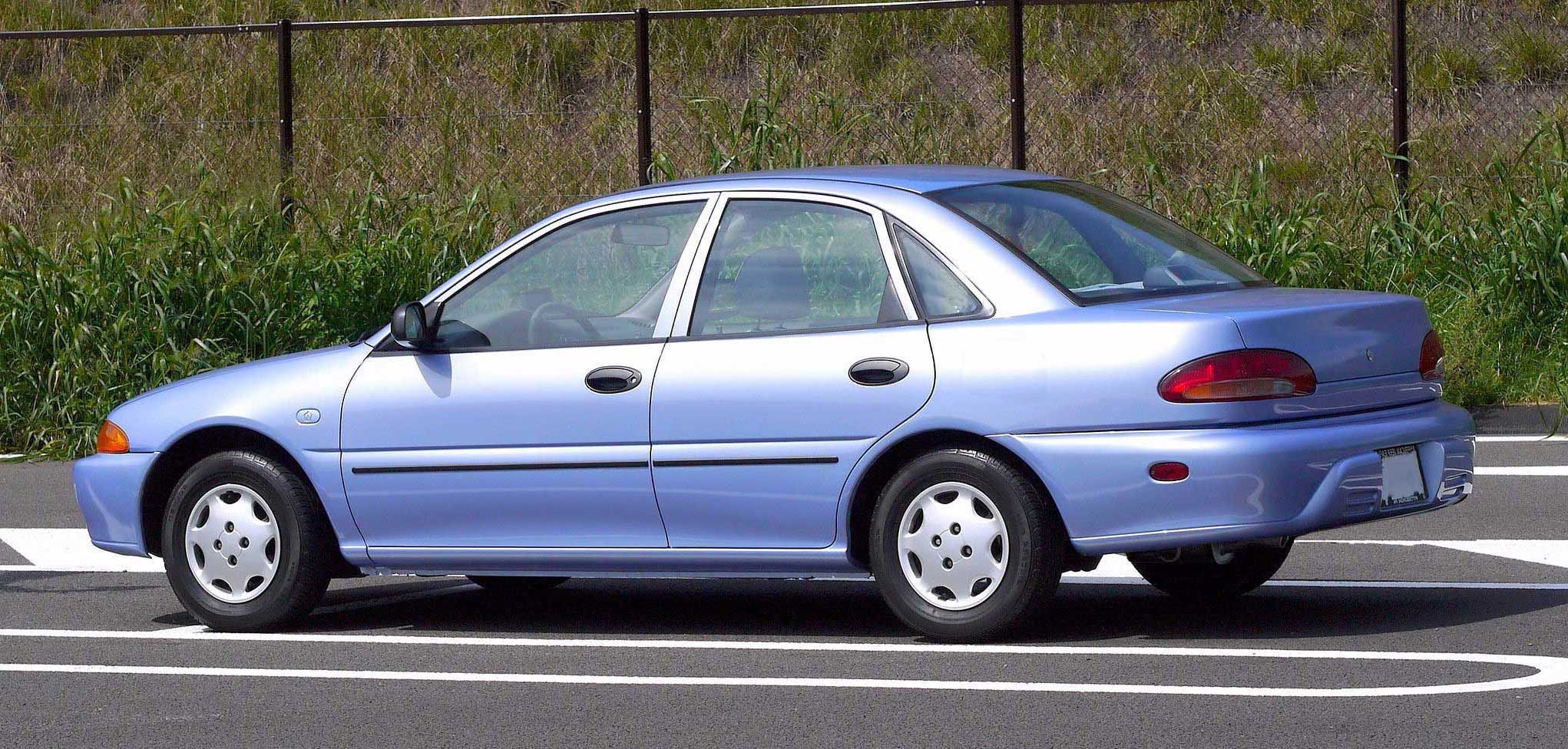
Eagle Summit II - tył

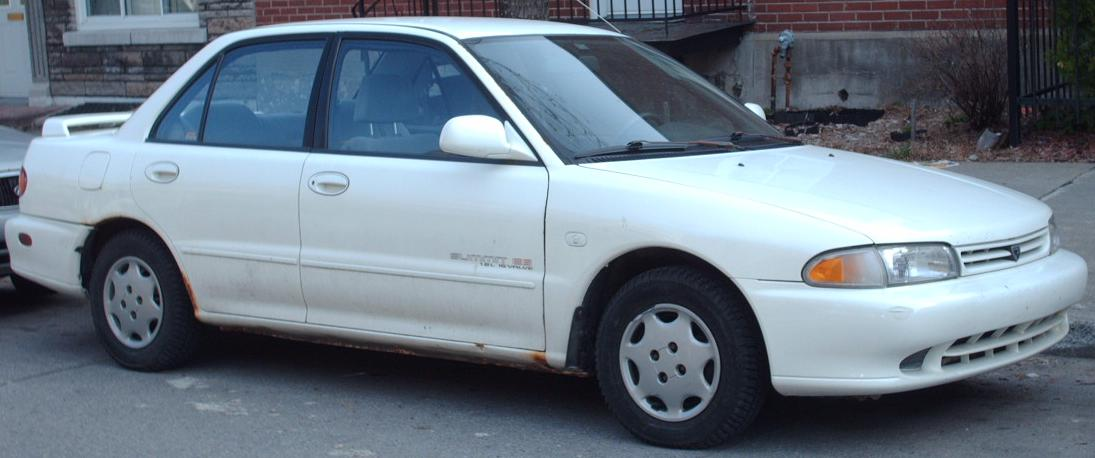
Eagle Summit II po liftingu

Eagle Summit II został zaprezentowany po raz pierwszy w 1992 roku.
W 1992 roku zadebiutowała generacja bliźniaczych kompaktowych modeli koncernu Chryslera powstała w ramach współpracy z Mitsubishi. Zupełnie nowe Eagle Summit ponownie było oferowane równolegle w krajach Ameryki Północnej z bratnimi konstrukcjami, jednak obecność rynkowa była o dwa lata dłuższa niż w przypadku Dodge'a Colta i Plymoutha Colta. Eagle Summit II był wytwarzany do 1996 roku, a w międzyczasie przeszedł modernizację.

### Dane techniczne (R4 1.8 ESi)
- R4 1,8 l (1834 cm³), 4 zawory na cylinder, SOHC
- Układ zasilania: wtrysk
- Średnica cylindra × skok tłoka: 81,00 mm × 89,00 mm
- Stopień sprężania: b/d
- Moc maksymalna: 115 KM (84 kW) przy 6000 obr./min
- Maksymalny moment obrotowy: 157 N•m przy 4500 obr./min